# Кастель-Вискардо
Кастель-Вискардо (итал. Castel Viscardo) — коммуна в Италии, располагается в регионе Умбрия, подчиняется административному центру Терни.
Население составляет 3046 человек, плотность населения составляет 117 чел./км². Занимает площадь 26 км². Почтовый индекс — 5014. Телефонный код — 0763.
Покровителем населённого пункта считается Антоний Падуанский.